# Paralephana costisignata
Paralephana costisignata là một loài bướm đêm trong họ Noctuidae.